# 1587 en France
Chronologie de la France
- 1583
- 1584
- 1585
- 1586
- 1587
- 1588
- 1589
- 1590
- 1591

## Événements
- Hiver 1586-1587 froid et humide de novembre à mars. Printemps froid jusqu’au 11 mai, suivi par des inondations en mars, mai et juin qui entraînent de mauvaises récoltes et une famine, notamment à Paris[1]. Gelées d’oliviers à Pépieux[2] (Aude).

- 12-24 février : période de froid rigoureux en Europe occidentale[3].
- 16 février : Jean-Louis de Nogaret de La Valette, duc d’Épernon, quitte Aix-en-Provence pour Paris après avoir pacifié la Provence[4].

- 13-14 mars : échec d’une tentative du duc d’Aumale Charles Ier et des ligueurs sur Boulogne[5].
- 6 avril : le duc d’Épernon entre à Paris[6].
- Avril : le prince Henri Ier de Bourbon-Condé et le roi de Navarre quittent La Rochelle[6].

- 4 juin : le duc Anne de Joyeuse quitte Paris avec une nouvelle armée[6].
- 21 juin : massacre de Saint-Éloi : le duc de Joyeuse fait massacrer 800 huguenots à La Mothe-Saint-Héray (nord de l'Aquitaine)[6].
- Fin juillet : l’armée des réformés allemands du baron Fabien Ier de Dohna passe le Rhin à Strasbourg[6].

- 19 août : victoire catholique sur les protestants et les mercenaires suisses à la bataille de Jarrie en Dauphiné[7].
- 22 août : les reîtres et les lansquenets du baron de Dohna entrent en Lorraine[8].
- 23 août : Épernon épouse Marguerite de Foix-Candale à Vincennes[6].

- 1er septembre : retour de Joyeuse à Paris[6].
- 9 septembre : lettres patentes d’Henri III donnant des privilèges corporatifs aux marchands de vin, taverniers et cabaretiers de Paris (enregistrées au Parlement de Paris le 6 août 1588)[9].
- 18 septembre : les troupes du baron de Dohna entrent en Champagne[8].

- 20 octobre : défaite et mort de Joyeuse à la bataille de Coutras devant les protestants de Henri de Navarre et de Condé[10].

- 26 octobre : le duc Henri Ier de Guise surprend les mercenaires suisses et allemands à la bataille de Vimory, près de Montargis[10].

- 24 novembre : nouvelle victoire des ligueurs menés par Henri de Guise sur les mercenaires allemands à Auneau, près de Chartres[10].

- 8 décembre : le duc de Bouillon et le baron de Dohna acceptent à Marcigny une capitulation négociée par le duc d’Épernon qui permet aux mercenaires allemands et suisses de regagner la frontière[11].

## Décès en 1587
- 2 mars : Julien du Breil (° 1516), seigneur du Pontbriand, chevalier de l'ordre du Roi.
- 20 octobre : Anne de Batarnay de Joyeuse (° 1560), baron d'Arques, baron-héréditaire de Languedoc, vicomte puis duc de Joyeuse, est un militaire français.